# 1873 Agenor
1873 Agenor (1971 FH) là một thiên thể Troia của Sao Mộc, trong nhóm Troia, được phát hiện ngày 25 tháng 3 năm 1971 bởi Cornelis Johannes van Houten, Ingrid van Houten-Groeneveld và Tom Gehrels ở Đài thiên văn Palomar.